# 칼 달로
칼 달로(영어: Karl Darlow, 1990년 10월 8일 ~ )는 잉글랜드의 클럽 리즈 유나이티드의 골키퍼 로 활동하는 축구 선수이다. 그는 웨일스 1958 월드컵 팀의 선수이었던 전 웨일스 국가대표선수 켄 리크 의 손자이다. 달로는 에스턴빌라와 노팅엄포레스트의 유스 아카데미 출신으로 커리어 초반에는 뉴포트카운티와 월솔에서 임대 생활을 하였다.

## 클럽 경력

### 노팅엄 포레스트
16세 때 아스톤빌라와의 계약이 해지된 몇 주 후, 아스톤빌라의 골키퍼 코치인 에릭 스틸은 달로에게 노팅엄 포레스트를 추천하였고, 그는 노팅엄 포레스트의 유스 아카데미에 가입하였다. 리저브팀에서의 인상적인 경기들후 달로는 2010-11 시즌 달로는 벤치에서 리 캠프의 서브로 시간을 보내게 되었다. 그의 데뷔는 2010-11 시즌의 마지막 날 크리스탈팰리스왕의 경기였는데 노팅엄포레스트는 3-0승리를 차지해 성공적인 데뷔를 이루었다.
2012년 3월, 달로는 내셔널리그의 뉴포트 카운티에 1달 임대로 합류하였다. 그는 게이츠헤드와의 홈경기에서 1-0으로 이기며 클럽에서의 데뷔를 하였다.
2012년 9월 21일, 달로는 월솔에 한달간의 임대를 떠났다. 임대기간에 달로는 자신의 클럽인 노팅엄포레스트와 2015년까지의 3년 계약을 체결하였다. 10월 22일 월솔에서의 임대생활은 2012년 12월 22일까지 연장되었지만 노팅엄포레스트는 4 일 후 골키퍼인 디미타르 이브티모브가 부상을 당하자 임대복귀하였다.
그리고 달로는 2013년 1월 1일 1달 임대로 다시 월솔에 합류하였다.
달로는 10월 1일에 다시 임대 복귀되었다 이후 리 캠프는 그가 자유계약으로 팀을 떠날수도 있다고 말했다. 2013년 1월 12일, 피터버러와의 2-1 승리로 풀시진을 소화하였고 2012-13 시즌에는 20 번의 리그 출장을 하였다. 달로는 2013년 8월 23일에 새로운 4년 계약을 체결하였고 여음 이적시장 도루스 드 베리의 이적에도 빌리 데이비스의 주전 골키퍼로 활약하였다.

### 뉴캐슬 유나이티드
달로는 2014년 8월 9일 프리미어 리그의 클럽인 뉴캐슬 유나이티드와 비공개로 장기 계약을 체결하며 이적하였다. 이 계약으로, 뉴캐슬의 자말 러셀스를 2014–15 시즌 노팅엄을로 임대를 보냈다.
달로는 2015년 8월 25일, 뉴캐슬이 4-1로 노샘프턴 타운과의 EFL 컵 승리로 데뷔했다. 달로는 2015년 12월 28일 웨스트 브로 미치 앨 비언을 상대로 프리미어 리그 데뷔를 하였고, 주전 골키퍼 롭 엘리엇은 부상이였다. 달로가 대런 플레처의 헤더를 제대로 처리하지 못하면서 뉴캐슬은 1-0으로 지게 되었다. 국가대표 경기를 치르는 동안 시즌 아웃을 당한 앨리엇을 대신해 달로는 강등권 탈출을 위해 뉴캐슬의 마지막 8경기 출장을 맡았다. 2016년 4월 30일, 달로는 크리스탈 팰리스와의 프리미어리그 경기에서 페널티 킥을 막아내며 1-0 승리를 만들어냈다. 뉴캐슬은 5월 11일 강등권인 선덜랜드가 에버튼과의 경기에서 승리를 거두며 강등을 당하고 말았다.
뉴캐슬은 챔피언십에서의 2016-17시즌 우승 목표로 여러 선수와 계약하였고, 그로 인해 달로는 주전 경쟁에서 밀렸다. 달로는 챌트넘 타운과 울버햄튼과의 뉴캐슬 첫 리그 컵 두 경기에서 모두 클린시트를 기록하였다. 9월 28일, 달로는 시즌 첫 출장을 하며 받았으며 노리치와의 경기에서 4-3 승리를 거두었다.
달로는 베니테즈 체제 아래 클럽의 주전 골키퍼로 활약해 34경기 츨장 13번의 클린시트를 기록하며 프리미어리그 승격을 도왔다 달로는 2017-18 프리미어 리그에서 롭앨리엇과 경쟁후 12경기를 출장하였으나 마틴 두브라브카가 2018년 1월 임대계약을 맺은 후 입지를 잃었다.
달로는 2018-19시즌 두브라브카의 서브로 시작하였고 2018년 8월 29일 노팅엄 포레스트와의 3-1승리로 첫 경기를 치렀다.

## 국제 경력
달로는 그의 할아버지인 캔리그가 예인스빌에서 태어나 웨일스 국가대표로 활약했지 때문에 잉글랜드와 웨일스 국가대표로 뛸 자격이 있다. 웨일스 축구 협회는 달로를 2013년 2월 6일 오스트리아와의 친선경기를 위해 발탁하였으나 거절 하였다.
웨일스 국가대표팀의 감독인 라이언 긱스는 달로를 웨일스 스쿼드에 포함시키기위해 2018년 3월 접근하였으나 뉴캐슬에 집중하기 위해 거절했다고 하였다.
| 클럽                | 시즌      | 리그         | 리그 | 리그 | FA 컵 | FA 컵 | EFL컵 | EFL컵 | 기타 | 기타 | 합계 | 합계 | 합계 |
| 클럽                | 시즌      | 디비전       | 출장 | 골   | 출장  | 골    | 출장  | 골    | 출장 | 골   | 출장 | 골   |      |
| ------------------- | --------- | ------------ | ---- | ---- | ----- | ----- | ----- | ----- | ---- | ---- | ---- | ---- | ---- |
| 노팅엄 포레스트     | 2010–11   | EFL 챔피언십 | 1    | 0    | 0     | 0     | 0     | 0     | 0    | 0    | 1    | 0    |      |
| 노팅엄 포레스트     | 2012–13   | EFL 챔피언십 | 20   | 0    | 0     | 0     | 1     | 0     | —    | —    | 21   | 0    |      |
| 노팅엄 포레스트     | 2013–14   | EFL 챔피언십 | 43   | 0    | 2     | 0     | 0     | 0     | —    | —    | 45   | 0    |      |
| 노팅엄 포레스트     | 2014–15   | EFL 챔피언십 | 42   | 0    | 0     | 0     | 2     | 0     | —    | —    | 44   | 0    |      |
| 노팅엄 포레스트     | 합계      | 합계         | 106  | 0    | 2     | 0     | 3     | 0     | 0    | 0    | 111  | 0    |      |
| 뉴포트카운티 (임대) | 2011–12   | 내셔널리그   | 8    | 0    | —     | —     | —     | —     | 0    | 0    | 8    | 0    |      |
| 월솔(임대)          | 2012–13   | EFL 리그 원  | 9    | 0    | 0     | 0     | —     | —     | 1    | 0    | 10   | 0    |      |
| 뉴캐슬 유나이티드   | 2015–16   | 프리미어리그 | 9    | 0    | 0     | 0     | 1     | 0     | —    | —    | 10   | 0    |      |
| 뉴캐슬 유나이티드   | 2016–17   | EFL 챔피언십 | 34   | 0    | 0     | 0     | 2     | 0     | —    | —    | 36   | 0    |      |
| 뉴캐슬 유나이티드   | 2017–18   | 프리미어리그 | 10   | 0    | 1     | 0     | 1     | 0     | —    | —    | 12   | 0    |      |
| 뉴캐슬 유나이티드   | 합계      | 합계         | 53   | 0    | 1     | 0     | 4     | 0     | 0    | 0    | 58   | 0    |      |
| 전체 총합           | 전체 총합 | 전체 총합    | 176  | 0    | 3     | 0     | 7     | 0     | 1    | 0    | 187  | 0    |      |

1. ↑  Appearance(s) in Football League Trophy

## 우승 기록
뉴캐슬 유나이티드
- EFL 챔피언십 : 2016–17[31]